# سوسن الشاعر
سوسن الشاعر (مواليد 15 يوليو 1956) صحفية وإعلامية بحرينية.

## التعليم
حصلت على ليسانس آداب قسم تاريخ من جامعة بيروت العربية.

## السيرة المهنية
عملت في بداية حياتها في صحيفة الأيام من 1989 إلى 2005 ثم انتقلت إلى صحيفة الوطن من 2005 لغاية الآن. لديها عمود ثابت باسم كلمة أخيرة. عملت لعدة صحف خليجية وهي الوطن الكويتية واليوم السعودية والوطن القطرية.
بدأت في تقديم برنامج تلفزيوني بعنوان كلمة أخيرة اعتبارا من أغسطس 2005.
شاركت في تأسيس عدة جمعيات أبرزها الجمعية البحرينية لتنمية الطفولة ومركز الرحمة لرعاية شديدي التخلف العقلي وجمعية حماية المستهلك وجمعية الصحافيين وجمعية المنتدى.
أمرت القيادة البحرينية بسحب مقال سوسن من الموقع الإلكتروني لصحيفة الوطن البحرينية بعد إساءتها إلى الكويت وشعبها مدعية سيطرة اللوبي الإيراني الشيعي على مقدرات الدولة.
في عام 2015 حدث خلاف بين سوسن ووزير الإعلام مما أدى إلى إصدار الأخير قرار بوقف برنامجها التلفزيوني كلمة أخيرة. ولكن قامت سوسن بتصعيد الخلاف إلى ملك البحرين حمد بن عيسى بن سلمان آل خليفة الذي أمر بارجاع بث البرنامج حالا.

## الجوائز
- جائزة الدولة للعمل الوطني عام 1993.
- شهادة الرواد المبدعون من نادي المحرق عام 1996.
- جائزة أفضل برنامج اجتماعي تلفزيوني عام 1996.
- جائزة أفضل برنامج حواري من مهرجان القاهرة 2007.
- وسام الكفاءة من الدرجة الأولى ديسمبر عام 2009.
- الجائزة العربية للابداع العربي لافضل كاتبة صحفية من الملتقى الاعلامي العربي أبريل 2009.

## المؤلفات
- البحرين قصة الصراع السياسي 1904 – 1956: بالاشتراك مع محمد عبد القادر الجاسم (2000).
- كلمة اخيرة.. مقالات صحافية: (2007).